# Castelo de Miramare

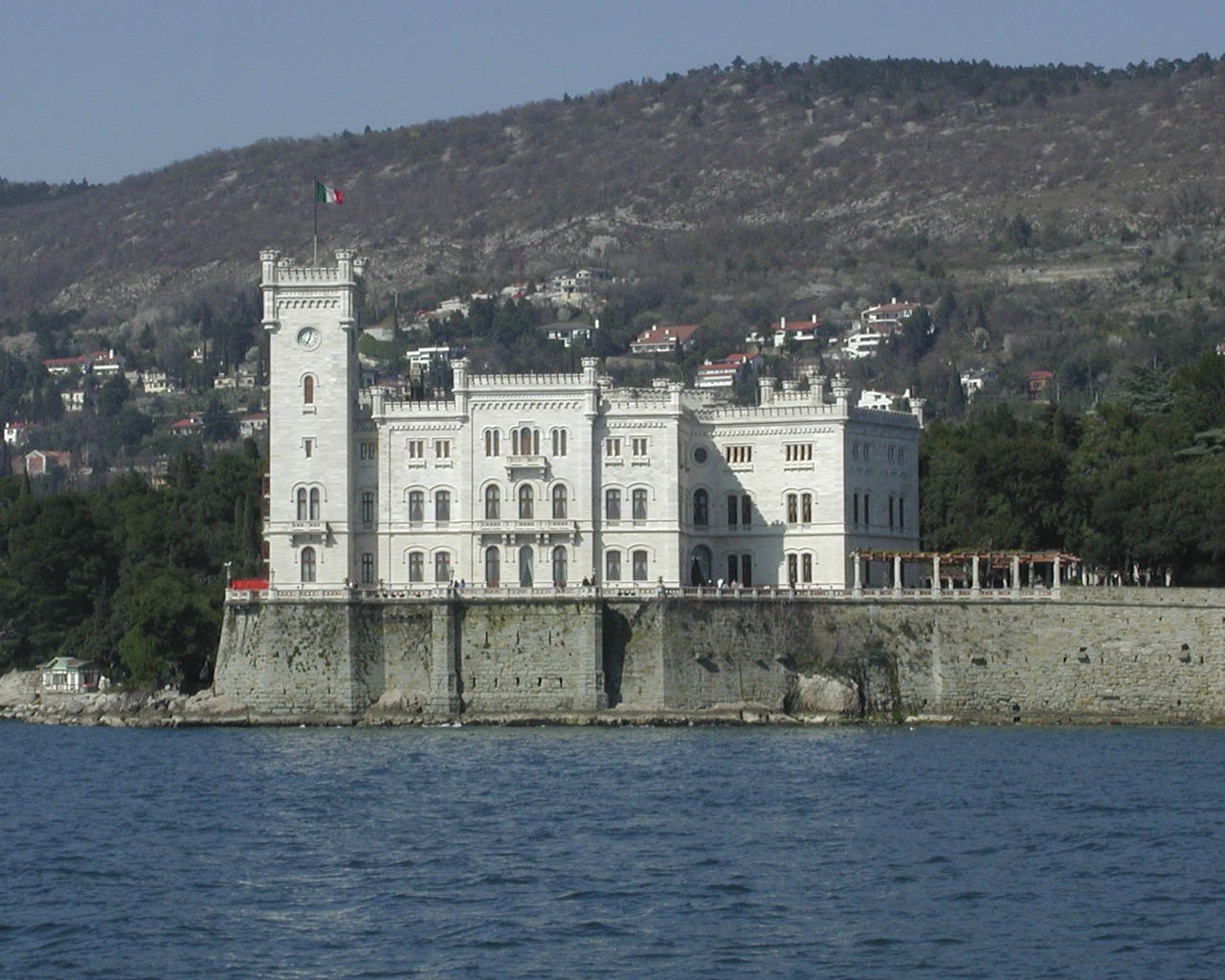
Castelo de Miramare, Itália

O Castelo de Miramare é um edifício localizado na costa da cidade de Trieste, nordeste da Itália.
Esta fortificação foi erguida, no século XIX, por determinação de Maximiliano de Habsburgo, Arquiduque da Áustria e Imperador do México, para ser sua residência e de sua esposa Carlota da Bélgica.
O projeto foi do arquiteto vienense Carl Junker do ano de 1856 a 1860.
O castelo está circundado por um parque, ocupando uma área de 22 hectares. Este parque possui uma grande variedade de plantas, muitas delas trazidas pelo próprio Maximiliano, de sua viagem ao redor do mundo como Almirante da Marinha Austríaca.
Em seguida, foi residência do duque Amadeu de Saboia-Aosta, que lhe promoveu modificações no andar superior.
Atualmente o castelo abriga um museu.